# Kamienica przy ulicy Paulińskiej 14 w Krakowie
Kamienica przy ulicy Paulińskiej 14 – kamienica znajdująca się w Krakowie, w dzielnicy I, na Kazimierzu.
Kamienica została wzniesiony w 1912 roku według projektu architekta Jozue Oberledera.
Budynek został wpisany do gminnej ewidencji zabytków. Znajduje się na obszarze Kazimierza, którego układ urbanistyczny został wpisany 23 marca 1934 do rejestru zabytków.